# Berbusa
Berbusa (aragonesisch Bergusa) ist ein spanischer Ort in der Provinz Huesca der Autonomen Gemeinschaft Aragonien. Berbusa gehört zur Gemeinde Biescas. Das Dorf in den Pyrenäen liegt auf 968 Meter Höhe und ist seit 1958 unbewohnt.
Berbusa liegt etwa fünf Kilometer südlich von Biescas.
Der Ort wurde im Jahr 1063 erstmals urkundlich erwähnt.

## Sehenswürdigkeiten
- Pfarrkirche aus dem 18. Jahrhundert